# Mohammad Khakpour
Mohammad Khakpour, född 20 februari 1969 i Teheran, är en iransk fotbollstränare och före detta spelare. Under sin aktiva karriär spelade han bland annat för Pas Teheran, Persepolis och MetroStars. För Irans landslag gjorde han 52 landskamper och deltog bland annat i VM 1998.
Khakpour startade sin tränarkarriär 2010 när han tog över Steel Azin. I december 2014 blev det klart att han tog över Irans U23-landslag.